# Martirio dei santi Processo e Martiniano
Il Martirio dei santi Processo e Martiniano è un dipinto realizzato tra il 1629 e il 1630 da Valentin de Boulogne, conservato alla Pinacoteca vaticana.

## Storia
L’opera fu commissionata, per la Basilica di San Pietro, il 9 maggio 1629 dal cardinale Francesco Barberini, che in precedenza aveva già incaricato Nicolas Poussin di realizzare il Martirio di sant’Erasmo: la scelta ricaduta nuovamente su Valentin è quasi certamente giustificata dalla soddisfazione del cardinale per l’Allegoria dell'Italia, completata nel mese di marzo dello stesso anno.
La pala d’altare fu posizionata nel 1630 e per essa l’artista ricevette una ricompensa di 350 scudi, suddivisi in rate pagate nel periodo che va tra giugno 1629 e aprile 1630. Precedentemente, la commissione era stata affidata a Francesco Albani, il cui raffinato classicismo carraccesco rappresentava una scelta sicura, seppur scialba e priva di originalità. Il cardinale Barberini era certamente consapevole del talento del pittore francese per le narrazioni drammatiche di stampo religioso e per le scene di caccia, ma fu proprio l’Allegoria a convincerlo pienamente che il de Boulogne fosse l’artista ideale per quel prestigioso progetto – oltre a Valentin, soltanto Poussin e Simon Vouet furono gli unici artisti non italiani a ricevere delle commissioni all’interno della basilica – e che fosse il più adatto per una produzione originale e convincente.
In aggiunta, il Martirio di sant’Erasmo, concepito per adornare uno degli altari del transetto settentrionale - quello a sinistra del Martirio di Valentin - fu portato a termine nel settembre 1629. Il cardinale decise di cogliere l’occasione di contrapporre da una parte un’opera frutto di un astro nascente dell’arte, espressione di un classicismo genuinamente antiquario; dall’altra un’opera del migliore (o di uno dei migliori) fra i caravaggeschi: si potrebbe quasi considerare questa come una replica del famoso confronto che si ebbe tra Annibale Carracci e Caravaggio all’interno della Cappella Cerasi, nella Basilica di Santa Maria del Popolo. Che entrambi i pittori fossero francesi, poi, contribuì al compimento del progetto da parte del filofrancese Barberini. Indubbiamente, il cardinale attese da Valentin un’opinione sulla tela del Poussin e, grazie alla biografia di Poussin scritta da Joachim von Sandrart, è noto che de Boulogne non ne fu affatto contrariato.

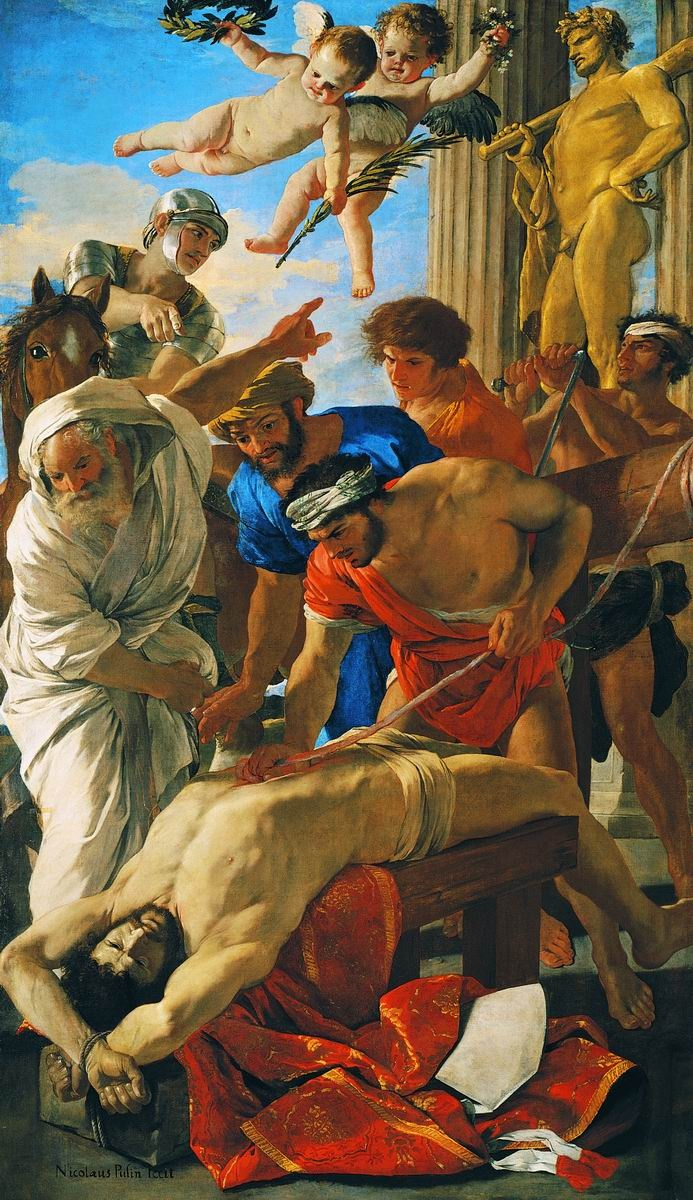
Il Martirio di sant'Erasmo, a cui la tela del de Boulogne si contrappone.

## Descrizione

### Soggetto
Secondo la tradizione, riportata nel Sanctuarium di Bonino Mombrizio, Processo e Martiniano erano due soldati, posti a guardia del Carcere Mamertino, dove si trovavano rinchiusi san Pietro e san Paolo. Convertiti dalle parole e dai miracoli dei due apostoli, i soldati furono battezzati da Pietro con dell’acqua che sgorgò miracolosamente per l’occasione, dalla direzione della Rupe Tarpea; quindi spalancarono le porte della prigione e invitarono i santi imprigionati a fuggire. La fuga e il seguente martirio sono narrati negli Atti di Pietro, ripresi poi dalla Legenda Aurea di Jacopo da Varazze: mentre fuggiva lungo la via Appia, san Pietro ebbe la visione di Cristo, che lo indusse a tornare a Roma per accettare il martirio.
Quando il giudice Paulino venne a conoscenza della conversione dei suoi sottoposti, li fece arrestare e tentò di convincerli ad abbandonare Cristo e ad adorare una statua aurea di Giove. Ma Processo e Martiniano rifiutarono, venendo sottoposti a innumerevoli supplizi, tra i quali lo stiramento attraverso l’eculeo, rappresentato nella tela. Una donna cristiana, Lucina, li incoraggiò a seguire la nuova fede (e successivamente si occupò di seppellire i loro resti). Paulino, per punizione divina, rimase cieco ad un occhio e morì tre giorni dopo questi avvenimenti. Fu quindi l’imperatore Nerone a ordinare che Processo e Martiniano fossero decapitati.

### Analisi
Considerando la complessità della storia, a Valentin fu certamente imposta una composizione ben articolata, ampiamente ispirata, con buone possibilità, dal cardinale Angelo Giori. Quest’ultimo ebbe un ruolo chiave nei progetti di papa Urbano VIII e fu coinvolto anche nell’elaborazione delle vicine tele di Poussin e di Angelo Caroselli (lo stesso Giori fu protettore di Valentin). Dalle indicazioni che gli furono fornite, de Boulogne riuscì a creare una scena fittamente potente, strutturata su una diagonale che definisce uno spazio ridotto ma palpabile e dinamico, che riduce la distanza tra la scena e lo spettatore.
I due martiri sono stesi su di un eculeo, legati ai polsi e alle caviglie. Uno degli aguzzini gira la ruota con fatica ed esercita maggiore pressione sui corpi mentre un altro, accovacciato, riscalda un bastone di ferro; un terzo personaggio, in posizione eretta e elegantemente dinamica, è pronto a colpire. L’addome teso, la cassa toracica curva e gli occhi spalancati delle vittime donano vivida realtà alla scena. Un soldato romano seduto, con un’ascia in mano, osserva in maniera spaventosamente distaccata Lucina, pudicamente vestita, che viene derisa da un altro soldato. Sullo sfondo, al centro, sono visibili almeno altri due spettatori, uno dei quali a bocca aperta. In posizione elevata, a destra, un anziano è seduto e ricurvo su se stesso: è Paulino, il panneggio della toga lo avvolge e con la mano si copre il suo occhio destro.
In questa scena di brutalità magistralmente coreografata, si calano dal cielo due angeli, con in mano la palma del martirio. La posa inusuale, soprattutto dell’angelo in primo piano, suggerisce impetuosità e senso di urgenza.